# Даглъ Стоян
Даглъ Стоян е български хайдутин родом от Каваклийско или Лозенградско. Името му идва на турски: даглъ – горянин, планинец, като от турците е наричан и Шейтан Стоян – Стоян Сатаната, Дявола. Роден е в Ямболско и бил заможен търговец.
Когато бил веднаж на гости у приятеля си дядо Костаки при тях нахлува еничарина Исмаил Ходжа Байрактароглу, който започнал безочливо да задява хубавата снаха на домакина. Стоян скочил да защитава жената, но гяур не може безнаказано да противостои на мюслюманин. Раненият Стоян се въоръжава и се впуска в преследване на побягналия към Одрин големец. В настъпилото преследване настига турците и избива повечето от тях. Така търговецът се превръща в хайдутин. За дом му служи планината, а за верен другар – оръжието. За негово свърталище му служи построения в по-ранни времена от Христо войвода манастир „Света Троица“ в Сакар планина. Сведения има за 20-годишното му хайдутуване из Странджа, Сакар, Бакаджиците и чак до Одрин и Цариград, действайки като неуловим вълк-единак. Нападал светкавично заради турски своеволия, неправди, жестокости и насилия, но вършел добрини на бедни и християни и мюслюмани. Заради това негови ятаци са и гърци, турци и цигани.
Не се знае как си е отишъл Даглъ Стоян и не се знае къде е неговия юнашки гроб.